# 龐勝
龐勝（1423年—？），字復理，直隸薊州衛人，明朝政治人物。進士出身。

## 生平
景泰元年（1450年）庚午科順天府鄉試第九十二名。天順元年（1457年）丁丑科會試第五十名，殿試登進士第二甲第二十五名。

## 家族
曾祖父龐士能。祖父龐良。父亲龐中，曾任衛鎮撫。